# Sidney (Illinois)
Sidney es una villa ubicada en el condado de Champaign en el estado estadounidense de Illinois. En el Censo de 2010 tenía una población de 1233 habitantes y una densidad poblacional de 756,86 personas por km².

## Geografía
Sidney se encuentra ubicada en las coordenadas 40°1′31″N 88°4′20″O / 40.02528, -88.07222. Según la Oficina del Censo de los Estados Unidos, Sidney tiene una superficie total de 1.63 km², de la cual 1.62 km² corresponden a tierra firme y (0.79%) 0.01 km² es agua.

## Demografía
Según el censo de 2010, había 1233 personas residiendo en Sidney. La densidad de población era de 756,86 hab./km². De los 1233 habitantes, Sidney estaba compuesto por el 97.97% blancos, el 0.89% eran afroamericanos, el 0.32% eran amerindios, el 0.08% eran asiáticos, el 0% eran isleños del Pacífico, el 0.16% eran de otras razas y el 0.57% pertenecían a dos o más razas. Del total de la población el 1.05% eran hispanos o latinos de cualquier raza.